# Fatalismo
O fatalismo é uma doutrina que afirma que todos os acontecimentos ocorrem de acordo com um destino fixo e inexorável, não controlado ou influenciado pela vontade humana. Esse destino pode ser determinado por um poder superior ou por simples necessidade lógica. O fatalismo costuma ser confundido com determinismo. Exerceu influência, especialmente, sobre os antigos hebreus e alguns pensadores gregos.
A cultura grega antiga é em grande parte fatalista, indicado, por exemplo, por mitos, como o de Moire. O fatalismo está presente também no estoicismo grego e romano.
A cultura latina apresenta um exemplo de fatalismo com Manilio, o qual, na sua obra "Astronomica", o faz surgir de forma velada na sua concepção fatalística baseada na existência de um Logos significando também como Demiurgo da realidade que o circunda.
Uma forma diversa de fatalismo está presente ainda na doutrina cristã da Divina Providência.
Em Nietzsche o fatalismo surge a partir de suas leituras dos Essays de Ralph Waldo Emerson cujo transcendentalismo inspirado no romantismo alemão desenvolve uma proposta de substituição do cristianismo pela doutrina dos grandes homens, acreditava na possibilidade de mudança do Fatum a partir da inteligencia. O determinismo do fatum entendido como um ciclo somente assim poderia ser rompido.
No contexto das ciências sociais, o fatalismo surge como uma atitude de resignação perante o destino e de conformidade do indivíduo — geralmente das classes menos favorecidas — à sua situação política, econômica e social. Para Martín-Baró (1977) o fatalismo é caracterizado por três traços psicológicos:
- pensamento mágico-infantil (profundamente centrado na individualidade dos fenômenos);
- falta de consciência histórica (pensamento centrado na realidade do presente); e
- conformismo (como a passividade, a complacência).